# 法隆寺伽藍縁起并流記資財帳
『法隆寺伽藍縁起并流記資財帳』（ほうりゅうじがらんえんぎならびにるきしざいちょう）は、天平19年（747年）、法隆寺三綱が僧綱に提出した縁起資財帳である。『法隆寺資財帳』（ほうりゅうじしざいちょう）ともいう。大安寺・元興寺などの資財帳と同時に作成されたものであり、天平20年（748年）に僧綱の判が加えられたのち、寺家に返却された。聖徳太子研究、あるいは奈良時代における法隆寺の規模・経済、寺領の分布などを知るうえで貴重な史料である。
9世紀から15世紀ごろにかけて、法隆寺で利用されていた形跡があるものの、原本は現存しない。写本としては、河内国観心寺蓮蔵院蔵本を寛政7年（1795年）に転写・寄進した法隆寺所蔵折本が最古のものであり、ほかに弘化4年（1847年）に西田直養が法隆寺に寄進した写本もある。現存する写本はこれら近世後期のものが最古であり、その他の諸本もすべてこの2つの写本を原典とするものである。それゆえに、その記述に疑問があるとして、田中重久や岡田芳朗などのように、偽作説を主張する研究者も存在する。